# Immanuel Weissglas
Immanuel Weissglas (autre orthographe :  Weißglas), né le 14 mars 1920 à Tchernivtsi et décédé le 28 mai 1979 à Bucarest était un poète et traducteur souvent sous le pseudonyme Ion Iordan.

## Biographie
Son père était Isak Weissglas, juriste. Il s'est lié d'amitié au lycée avec Paul Celan. Après le lycée, il a travaillé comme bibliothécaire dans sa ville natale, aujourd'hui en Ukraine, en ce temps en Roumanie. Il s'y est lancé à l'université dans des études de philologie, qui furent interrompues par la Seconde Guerre Mondiale.
À l'été 1941, après l'occupation russe des années 1940-1941, à l'entrée des Roumains en Bucovine, il connut le même sort que la communauté juive et fut déporté en Transnistrie. De l'été 1942 au printemps 1944, lui et sa famille ont connu plusieurs camps de Transnistrie (Cariera de Piatră, Obodovca). Grâce en particulier à l'aide d'Immanuel à ses parents pour les travaux les plus rudes, tous sont revenus des camps. Il semble qu'Immanuel Weissglas ait pu échapper à la déportation dans un camp allemand et rester dans un camp roumain après qu'un officier roumain eut découvert qu'il lisait et appréciait les œuvres d'Arghezi,.
En 1940, Immanuel Weissglas a publié une traduction en allemand du poème de Mihai Eminescu Hypérion, en 98 strophes de rimes croisées, qui fut jugée intéressante, parce qu'elle s'écartait d'une transcription scrupuleusement fidèle à l'original. Tudor Arghezi la trouvait meilleure que celle de Lucian Blaga.
Dès 1945, il déménagea à Bucarest, où il fut engagé comme correcteur aux éditions Europolis, puis à partir de 1948 au journal România liberă. Il y occupa un poste de documentaliste, qui comportait à cette époque une large part de manutention (découpage, collage, classement), qu'il acceptait pour retrouver sa liberté lorsqu'il écrivait. Il traduisait aussi des articles de presse de l'allemand, de l'anglais ou du français, de journaux comme Le Monde, Le Figaro, The Times ou The New York Times. Il a publié des poèmes dans Neue Literatur.
Ce n'est qu'en 1970 qu'il publia le poème Er, qui a acquis depuis une forme de célébrité en tant que source du poème de Paul Celan Todesfuge. Jean Bollack jugeait que Fugue de mort de Paul Celan représentait une réponse au poème d'Immanuel Weissglas, dont il connaissait l'existence, qu'il réarrangeait ses composants, sans en rajouter de nouveaux, qu'il s'agissait des mêmes éléments, dont il faisait cependant tout autre chose“. Immanuel Weissglas y voyait deux poèmes „profondément ancrés dans la conscience lyrique contemporaine. Leurs parallèles ne témoignent en aucun cas d'une quelconque priorité.“ Au sujet des accusations de plagiat, il s'élevait contre „des reniflements de chacals […] au but inavoué de remettre en cause une apparition poétique de forme hölderlinienne“.
Durant les dernières années de sa vie, Immanuel Weissglas était très malade ; il est finalement décédé d'une tumeur au cerveau. Ses cendres ont été dispersées au-dessus de la mer Noire. Dans les poèmes rassemblés à titre posthume en 1994 par les éditions Rimbaud sont thématisés des motifs traditionnels roumains et ukrainiens, tel le trepak.

## Prix littéraires
- Premier prix de poésie de l'Union des écrivains roumains en 1972

## Œuvres
- Gottes Mühlen in Berlin [Les Moulins de Dieu à Berlin], poésie, Bucarest, 1947.
- Kariera am Bug [Carrière sur le Bug], en référence à un des lieux de déportation, poésie, Bucarest, 1947.
- Der Nobiskrug [L'Auberge du diable], poésie, Bucarest, 1972, réédition à Aix-la-Chapelle en 2011.
- Aschenzeit [Le Temps des cendres], poésies complètes, préface de Theo Buck, éditions Rimbaud, 1994.

## Traductions
- Mihai Eminescu, Hyperion, Bucarest, 1940;
- Johann Wolfgang von Goethe, Faust, Bucarest, 1957-1958;
- Adalbert Stifter, Granit, Bucarest, 1964;
- Lion Feuchtwanger, Succesul. Trei ani din istoria unei provincii, Bucarest, 1964;
- Paul Schuster, Văpaia de februarie, Bucarest, 1966;
- Adalbert Stifter, Vechea pecete (Le Cachet), Bucarest, 1970;
- Vasile Alecsandri, Fürst Despot [Le Prince Despot], Bucarest, 1973;
- Die letzten ersonnenen Sonette Shakespeares in der erdachten Übersetzung V. Voiculescu - Ultimele sonete închipuite ale lui Shakespeare în traducere imaginară de Vasile Voiculescu, édition bilingue, Bucarest, 1974;
- Eine Welt wird geboren. Auswahl rumänischer Gegenwartsdichtung, Bucarest, 1974
- Mihai Eminescu, Gedichte, Bucarest, 1975